# Упадок Детройта

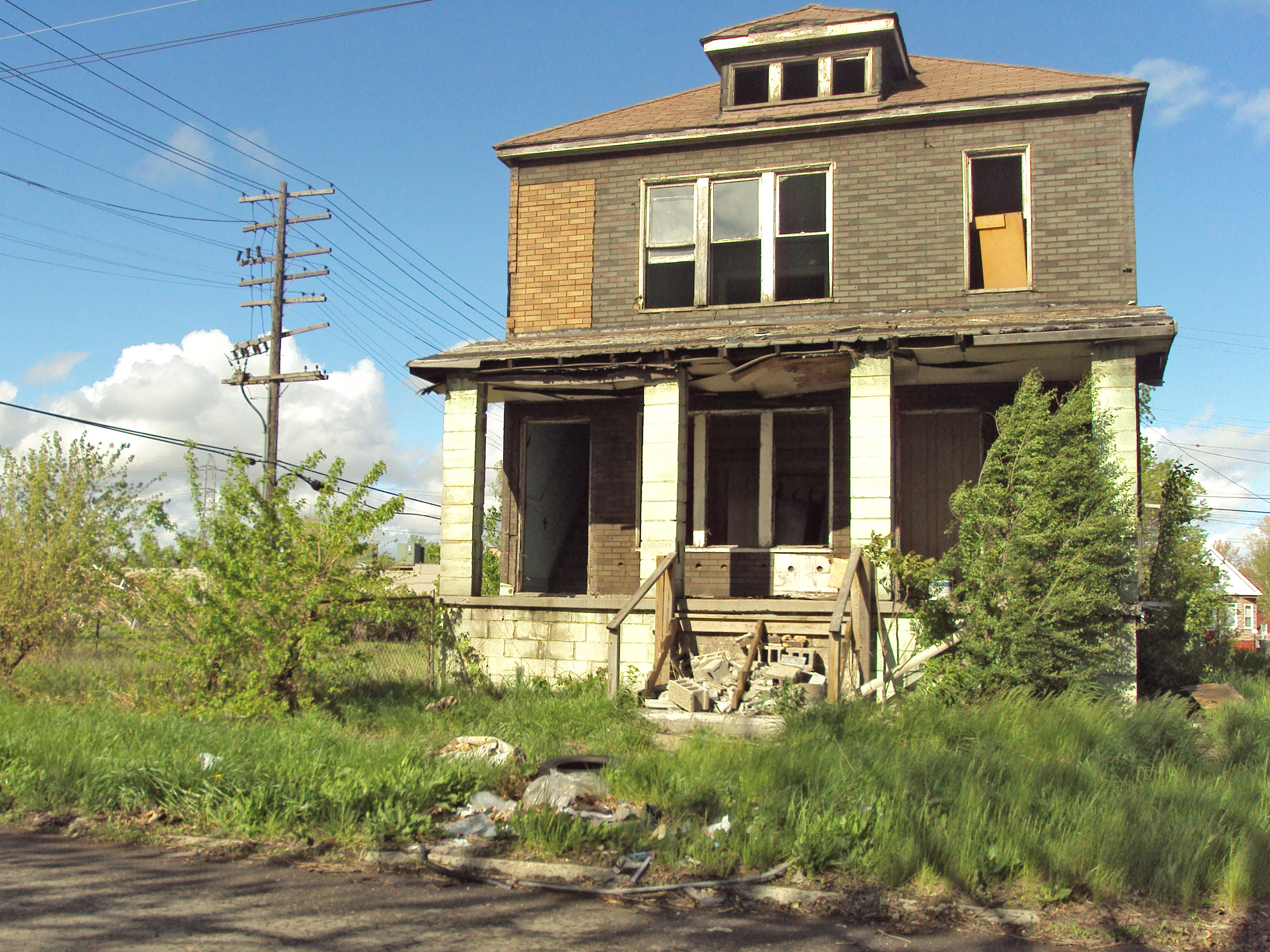
Покинутый дом в районе Детройта Делрэй

В последние десятилетия город Детройт постиг значительный экономический и демографический упадок. Численность населения сократилась с 1 850 000 в 1950 году до 680 000 в 2014 году. Автомобильная промышленность Детройта пострадала из-за глобальной конкуренции и перенесла из Детройта оставшиеся производственные мощности. Сейчас в городе наблюдается один из высочайших уровней преступности в США. Значительные области города заброшены. Банкротство Детройта в 2013 стало самым масштабным муниципальным банкротством в американской истории.

## Причины упадка
Деиндустриализация Детройта стала главной причиной сокращения городского населения.

### Автомобильная промышленность
Экономист Ричард Д. Уолф писал, что основной причиной упадка Детройта стал провал интеграции автомобильной промышленности Детройта в мировую экономику. Он говорил, что в 1970-х автомобильным компаниям не удалось предвидеть изменения потребительского спроса. Компании искали пути подрыва успехов, достигнутых рабочими Детройта, представляемых Международным союзом автомобильных рабочих. Руководство компаний (держатели акций и директора) решили перенести производственные мощности из Детройта, так как везде находились места, где можно было бы платить низкую заработную плату. Это смертельно ранило Детройт. Уолф пишет, что зарплаты американских автомобильных рабочих не повышались в соответствии с реальной покупательной способностью с 1970-х. Хотя производство увеличилось, доходы не были поделены с рабочими. В 2007 союз одобрил сокращение заработной платы, приняв двухуровневую систему. В ходе глобального кризиса автомобильной промышленности 2008—2010 правительство США выделило компаниям Chrysler и General Motors 17,4 млрд $, чтобы спасти их, но городу не было оказано подобной помощи.
Зажиточное население, проживавшее в пригородах, обладавших неотъемлемым местным управлением, не давало возможности городу расширяться путём поглощения окраин. В результате во всей области Детройта было 330 местных правительств.

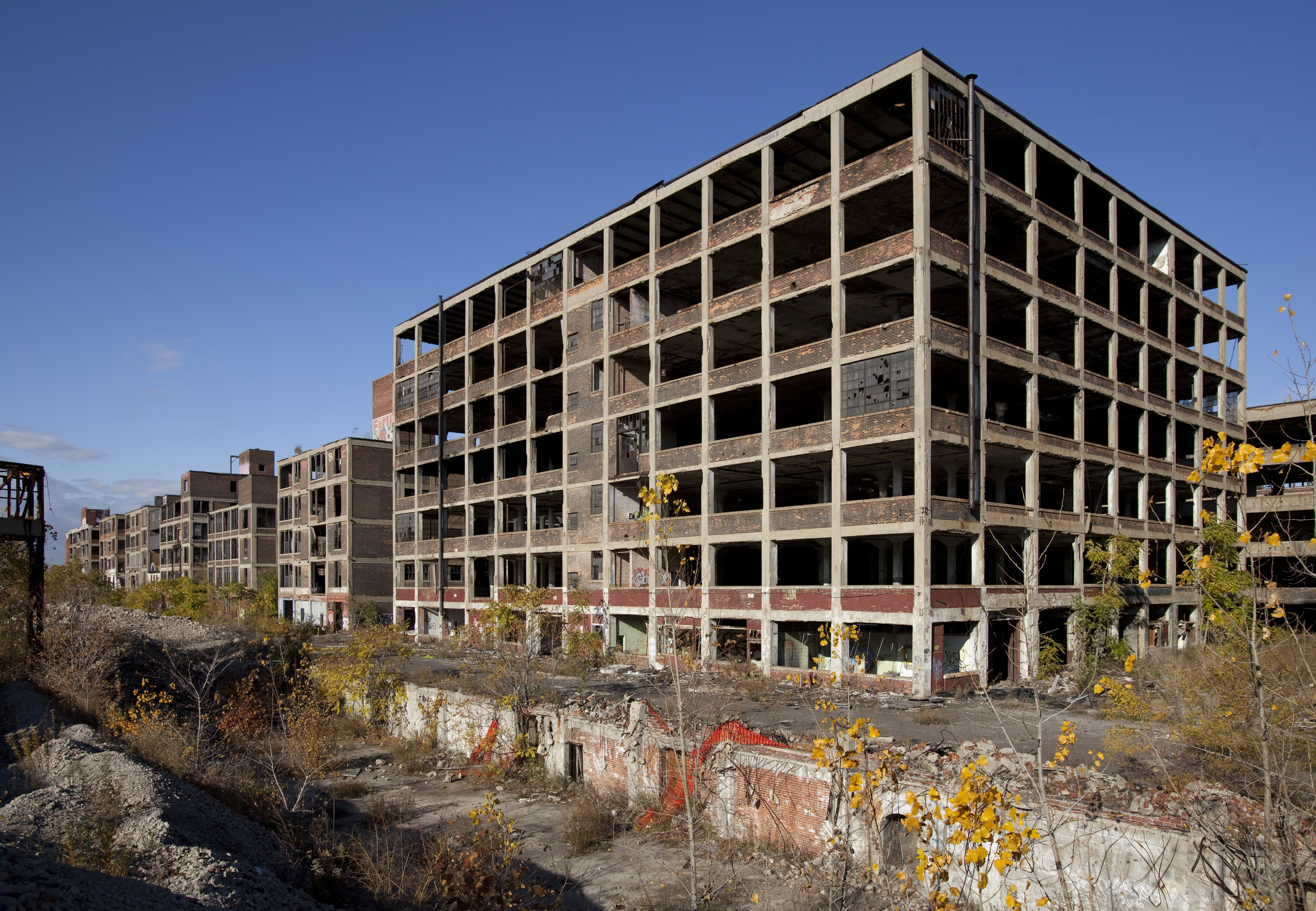
Packard Automotive Plant, закрытый с 1958.

В послевоенный период город потерял около 150 тыс. рабочих мест в пригородах ввиду комбинации изменений в технологии, роста автоматизации, укрупнения автомобильной промышленности, налоговой политики, необходимостью производственных площадей и строительством шоссейной системы, облегчавшей транспортировку. Основные компании, такие как Паккард, Хадсон и Студебеккер, как и сотни более мелких, значительно уменьшились или исчезли из бизнеса совсем. В 1950-х уровень безработицы достиг 10 %.
С 1950-х по 1960-е было предпринято строительство автострады, прошедшей через наиболее густонаселённые чернокожими районы Детройта. Здания по Lower East Side, Lower West Side, Paradise Valley и в бизнес-районе Хастингс-стрит (англ. Hastings Street) подверглись разрушениям. Автострады образовали своего рода барьеры для передвижения населения. Преуспевающие районы были рассечены и сократились. В конце 1950-х для строительства трассы Эдсел-Форд-Экспрессуэй (англ. Edsel Ford Expressway) было снесено 2800 зданий, включая ночные джаз-клубы, церкви, общественные и деловые здания, жилые дома.

## Детройтский бунт
В течение пяти дней лета 1967 года в Детройте бушевали бунты афроамериканцев. В результате 43 человека погибло (33 афроамериканца и 10 белых). 467 были ранены: 182 гражданских, 167 детройтских полицейских, 83 пожарных, 17 национальных гвардейцев, 16 сотрудников полиции штата, 3 солдата Армии США.
2509 магазинов было разграблено или сожжено, 388 семей остались без дома или переехали, 412 зданий было сожжено или повреждено настолько сильно, что их осталось только снести. Потери от поджогов и грабежей составили от 40 до 80 млн долларов.
После бунтов тысячи малых предприятий закрылись совсем или переехали в более безопасные районы, пострадавшие районы десятилетиями лежали в руинах.
Политик Коулман Янг, в 1977—1994 годах занимавший пост мэра Детройта, первый афроамериканец на этом посту, написал в 1994:

Наиболее поражён, однако, был город. Потери Детройта зашли чертовски глубже, чем прямые потери жизней и зданий. Мятеж столкнул город на кратчайший путь, ведущий к экономическому опустошению, ограбил город и принёс неисчислимый ущерб в рабочих местах, налоговых поступлениях, корпоративных налогах, денег с розничных продаж, налогов с продаж, ипотечных кредитов, процентов, налогов на собственность, денег на развитие, инвестиций, доходов с туризма и просто в проклятых деньгах. Белые люди и бизнесмены убежали так быстро, как смогли, и унесли деньги в карманах. До бунта исход белых из Детройта имел устойчивый масштаб, всего 22 тыс. в 1966 году, но после бунта принял ужасающие размеры. В 1967, меньше чем через полгода после летней вспышки, размер городской эмиграции достиг 67 тыс. чел. В 1968 уровень эмиграции достиг 80 тыс. чел., в 1969 составил 47 тыс.
Оригинальный текст (англ.)The heaviest casualty, however, was the city. Detroit's losses went a hell of a lot deeper than the immediate toll of lives and buildings. The riot put Detroit on the fast track to economic desolation, mugging the city and making off with incalculable value in jobs, earnings taxes, corporate taxes, retail dollars, sales taxes, mortgages, interest, property taxes, development dollars, investment dollars, tourism dollars, and plain damn money. The money was carried out in the pockets of the businesses and the white people who fled as fast as they could. The white exodus from Detroit had been prodigiously steady prior to the riot, totally twenty-two thousand in 1966, but afterwards it was frantic. In 1967, with less than half the year remaining after the summer explosion—the outward population migration reached sixty-seven thousand. In 1968 the figure hit eighty-thousand, followed by forty-six thousand in 1969.
— 
Согласно оценке афроамериканского экономиста-консерватора Томаса Соуэлла:

До бунта обитателей детройтских гетто уровень чернокожих собственников домов был выше, чем в любой другой области страны, где проживали афроамериканцы. Уровень безработицы среди чернокожих составлял 3,4 %. Бунт был подпитан не отчаянием. Бунт стал началом упадка Детройта до его нынешнего отчаянного положения. Сегодня численность населения Детройта составляет половину прежнего, и наиболее работящая его часть бежала из города.Оригинальный текст (англ.)Before the ghetto riot of 1967, Detroit's black population had the highest rate of home-ownership of any black urban population in the country, and their unemployment rate was just 3.4 percent. It was not despair that fueled the riot. It was the riot which marked the beginning of the decline of Detroit to its current state of despair. Detroit's population today is only half of what it once was, and its most productive people have been the ones who fled.
— 

### 1970-е и 1980-е
Перепись 1970 года показала, что белые всё ещё составляют большинство населения Детройта. Однако за десятилетие до переписи 1980 года белое население города сократилось с 55 % до 34 %.
Экономист Уолтер Е. Уильямс писал, что упадок города возник из-за расовой политики городских властей, которая вынудила более богатых белых покинуть город (этот процесс называется «Бегство белых»). Это привело к падению налоговых сборов, сокращению рабочих мест в городе и числа покупателей. Отъезд белых, принадлежавших к среднему классу, заставил афроамериканцев, пришедших к управлению городом, страдать от недостаточной налоговой базы, уменьшения числа рабочих мест и падения уровня благосостояния. Согласно Шавету, «в 1980 Детройт был на вершине списка больших городов страны по уровню безработицы, бедности и детской смертности».
В 1970—80-х годах Детройт прославился своим уровнем насильственной преступности. Контроль над наркоторговлей в городе принадлежал десяткам уличных афроамериканских гангстерских банд. Городская наркоторговля началась вместе с героиновой эпидемией 1970-х и росла с крэковой эпидемией 1980-х и начала 1990-х. В Детройте появились на свет многочисленные преступные банды, в разное время они доминировали в наркоторговле, всё же большая их часть существовала недолго. В числе банд можно упомянуть Errol Flynns (на восточной стороне), Nasty Flynns (позднее NF Bangers) и Black Killers, наркокартели 1980-х, таких как Young Boys Inc., Pony Down, Best Friends, Black Mafia Family и Chambers Brothers. Банда The Young Boys показывала новаторство в своей деятельности, открывая отделения в других городах, используя юнцов, слишком молодых, чтобы их можно было привлечь к уголовной ответственности, поощряя торговые марки и применяя крайнюю жестокость, чтобы запугать конкурентов.
В 1970—80-х годах Детройт несколько раз называли американской столицей поджогов и периодически называли американской столицей убийств. В это время Детройт часто упоминался в криминальной статистике ФБР как «наиболее опасный город Америки». Уровень детройтской преступности достиг пика в 1991, на 100 тыс. населения совершалось более 2700 насильственных преступлений. Ввиду упадка населения здания оказывались брошенными, они как магнит привлекали наркоторговцев, поджигателей и прочих преступников. Такой уровень преступности уничтожил городской туризм, несколько иностранных государств даже выпустили предупреждения о Детройте для путешественников.
В конце октября, в Хеллоуин, традиционный день для шалостей, молодёжь Детройта была охвачена буйством, получившим название «Ночь демонов» («Devil’s Night») — это происходило в 1980-х. Традиция небольшого вандализма, в частности, намыливание окон, возникла в городе в 1930-х, но в 1980-х соблюдение традиции приобрело такой размах, что мэр Янг отозвался о нём как о «видении из ада».
Поджоги происходили в основном во внутренней части города, но также часто бывали и в пригородах. Преступления становились всё более разрушительными. В 1984 произошло 800 пожаров, что стало пиком, это ошеломило городское пожарное управление. В более поздние годы поджоги продолжились, но число пожаров сократилось, поскольку тысячи покинутых домов использовались наркоторговлей (в 1989—1990 — 5 тыс.). Каждый год город мобилизовал «Ангелов ночи», десятки тысяч добровольцев патрулировали наиболее опасные районы.

## Проблемы города

### Падение численности населения

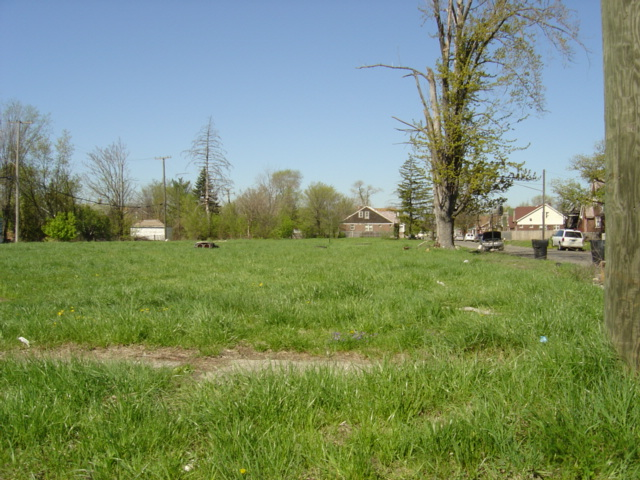
После разрушения покинутых домов в городской застройке в Детройте появились пустоши, называемые «городскими прериями».

Детройт, бывший долгое время крупным населённым пунктом, начиная с 1950-х, потерял около 60 % своего населения. Такой уровень падения численности населения в данный временной период показывали только Сент-Луис, Миссури и Янгстаун, причём Янгстаун часто сравнивается с Детройтом ввиду его собственных экономических проблем.
В 1950 Детройт достиг пика численности населения — 1,8 млн, по данным переписи. Последующие переписи показывали падение численности, перепись 2010 года показала, что в городе живёт только 700 тыс. жителей; таким образом, падение численности населения составило 60 %..
В этот период также произошло значительное изменение расового состава населения, с 1950 по 2010 отношение чёрного/белого населения изменилось от 16,2 % к 83,6 % до 82,7 % к 10,6 %, соответственно. Приблизительно 1,4 млн из 1,6 млн белых жителей Детройта после Второй мировой войны покинули город, многие переехали в пригороды.

### Безработица
Согласно оценке бюро трудовой статистики министерства труда США, из 50 крупнейших городов страны у Детройта — наивысший показатель безработицы (23,1 %).

### Бедность
Согласно «Статистической оценке данных США», проведённой Бюро переписи населения, Детройт оказался на последнем месте в списке 71 города США по процентному отношению обитателей города, живущих за чертой бедности. Численность отдельных личностей, живущих за чертой бедности, составила 36,4 %, численность семей — 31,3 %.

### Упадок города

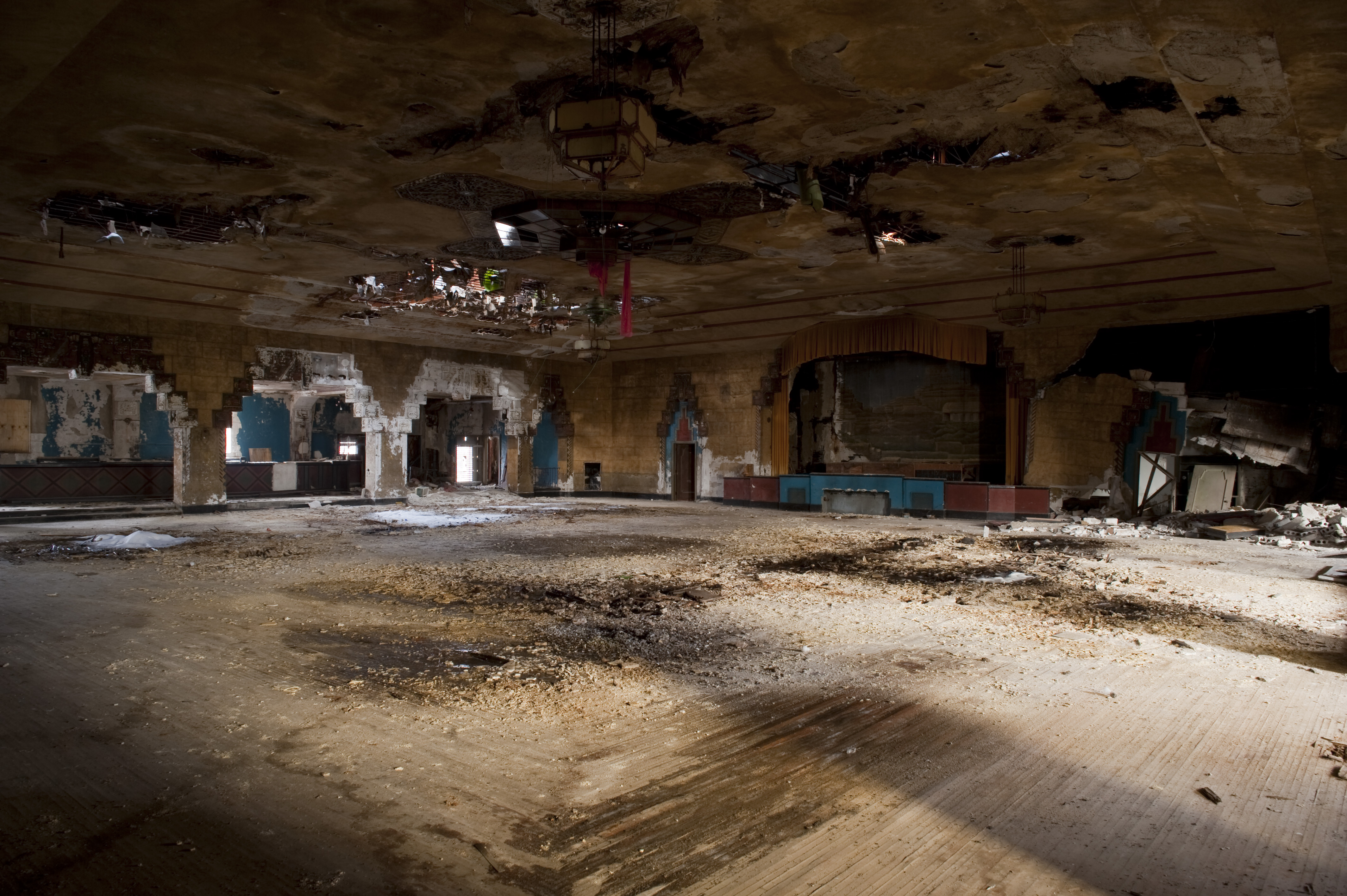
Танцевальный этаж в Vanity Ballroom Building, 2010 год

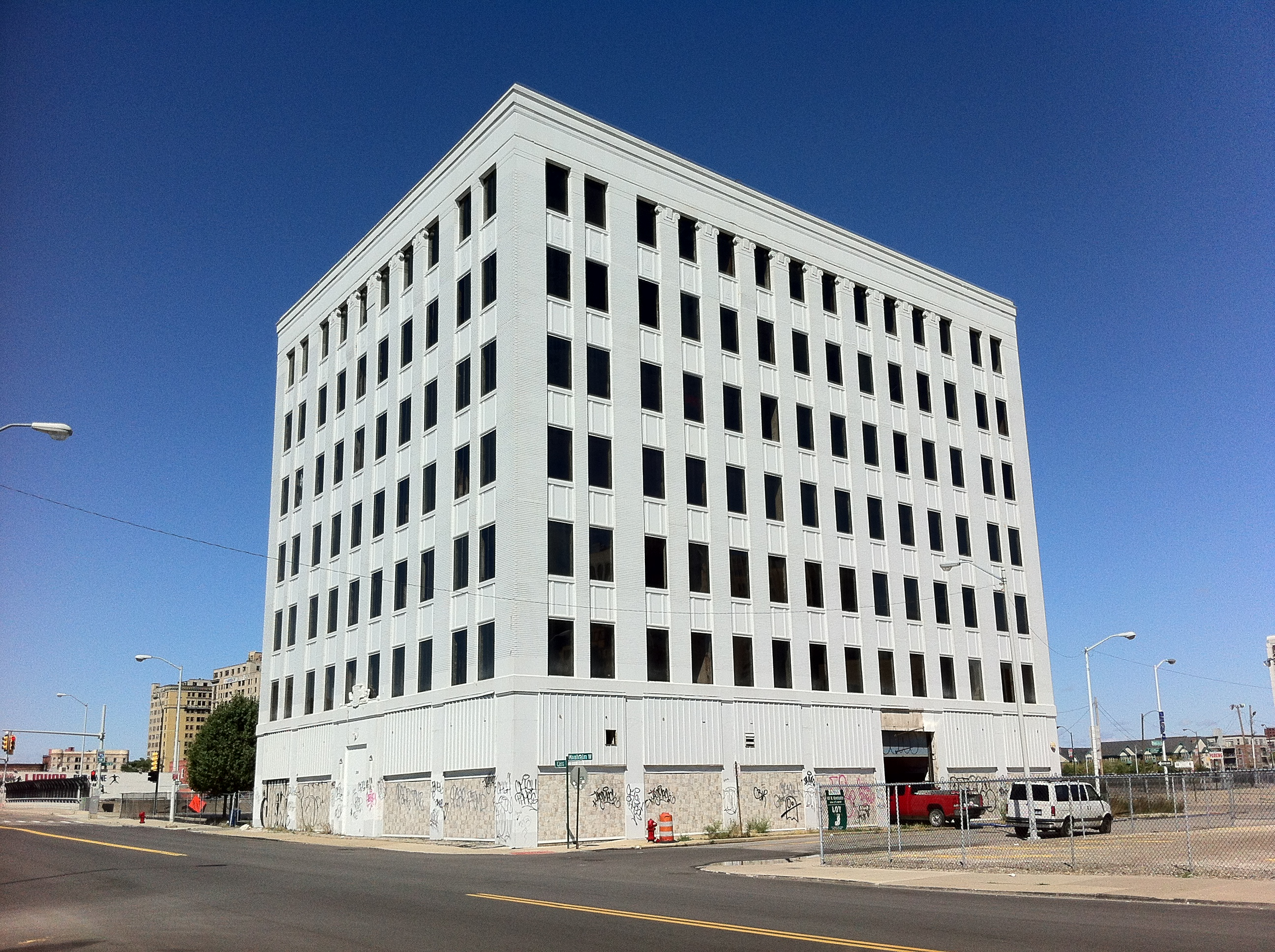
Film Exchange Building, 2012 год.

Значительная часть жилищ в городе является свободной, более половины этих зданий во многих районах города брошены владельцами. Детройт с его 70 тыс. покинутых зданий, 30 тыс. пустых домов, 90 тыс. объектов недвижимости, предлагаемых к продаже, приобрёл известность в качестве примера городского упадка.
Некоторые называют Детройт «городом-призраком». По описаниям, некоторые покинутые части города похожи на сельскую или даже абсолютно дикую местность.
В 2010 мэр Бинг выдвинул план, цель которого — сравнять с землёй одну четверть города. Замысел состоит в том, чтобы сконцентрировать оставшееся городское население в определённых областях, дабы улучшить работу необходимых городских служб, которые в данное время испытывают значительные трудности (полиция, защита от пожаров, школы, уборка мусора и снега, освещение и прочее). В феврале 2013 газета Detroit Free Press сообщила о плане мэра по ускорению программы. Творцы проекта надеются «на помощь федеральной казны в проведении плана по городу для того, чтобы энергично взяться за проблемы Детройта с его десятками тысяч покинутых и разбитых домов и зданий». Бинг заявил, что проект поможет «направить ресурсы города на помощь его уменьшившемуся населению».
Средняя цена домов, продаваемых в Детройте в 2012, — 7,5 тыс. долларов. По состоянию на январь 2013, 47 домов продавались за 500 долл. или меньше, причём пять из них продавались вообще за 1 доллар. Несмотря на чрезвычайно низкие цены, большинство недвижимости остаётся в продаже больше года, поскольку покупатели отказываются от заброшенных домов. Газета The Detroit News сообщила, что больше половины собственников Детройта не платили налоги в 2012, что нанесло городу ущерб в 131 млн долл. (примерно 12 % общего бюджета города).

### Преступность
В Детройте один из наивысших в стране уровней преступности. На 1000 жителей приходится 62,18 преступления против собственности, 16,73 насильственных преступления (для сравнения, в 2008 по стране на 1000 населения — 32 преступления против собственности и 5 насильственных преступлений). В 2012 уровень убийств в Детройте составил 53 на 100 тыс. населения, что в 10 раз больше, чем в Нью-Йорке. Около 2/3 всех убийств в штате Мичиган произошло именно в Детройте. В докладе Форбс 2012 года Детройт назван одним из самых опасных городов в США (четвёртый год подряд). В обзоре ФБР установлено, что столичные области города показывают значительный показатель насильственных преступлений: убийств умышленных и по неосторожности, изнасилований с применением физической силы, ограблений и нападений при отягчающих обстоятельствах.
Согласно заявлениям властей Детройта, в 2007 65—70 % преступлений, совершённых в городе, имели отношение к наркотикам. Уровень нераскрытых убийств в городе приближается к 70 %.

### Финансовое состояние
1 марта 2013 губернатор штата Мичиган Рик Снайдер объявил, что контроль над финансовым состоянием города перейдёт от местных властей к властям штата. Штат отправил группу ревизоров для рассмотрения финансового состояния города и определения вопроса, нужно ли передать контроль над расходами из рук городского совета антикризисному управляющему.
14 марта 2013 местное бюро по антикризисной финансовой помощи штата Мичигана (ELB) назначило антикризисного управляющего Кевина Орра, 25 марта он принял полномочия. В середине мая 2013 Орр выпустил свой первый с момента вступления в должность доклад по финансовому состоянию Детройта. Доклад содержал, в общем, негативные оценки финансового здоровья Детройта. «На основании [оценки] финансовых потоков Детройт является неплатёжеспособным». Согласно данным Орра, Детройт должен был закончить нынешний год с дефицитом бюджета в 162 млн долл., а прогнозируемый дефицит бюджета должен был составить 386 млн, меньше, чем через два месяца. Выплаты пенсионерам должны были «съесть» треть городского бюджета, общественные службы испытывали страдания вместе с городским бюджетом, население сокращалось бы каждый год. Доклад не предполагал обозначить полный план Орра по ликвидации кризиса, ожидалось, что дальнейшие детали плана появятся в течение следующих нескольких месяцев.
В ходе нескольких месяцев переговоров Орру не удалось прийти к соглашению с кредиторами Детройта, союзами и пенсионными фондами, поэтому 18 июля 2013 он воспользовался статьёй 9 кодекса о банкротствах, обратившись в федеральный суд по банкротствам. В тот же день Детройт стал самым большим американским городом, который когда-либо проходил по этой статье, имея финансовые обязательства более, чем перед 100 тысячами кредиторов на общую сумму приблизительно в 18,5 млрд долл..